# 劉文學犧牲處
劉文學犧牲處位於重慶市合川區雲門鎮雙江村，文物遺址年代為1960年，2009年12月15日列為第二批重慶市文物保護單位。